# Modolo (Fahrradkomponentenhersteller)

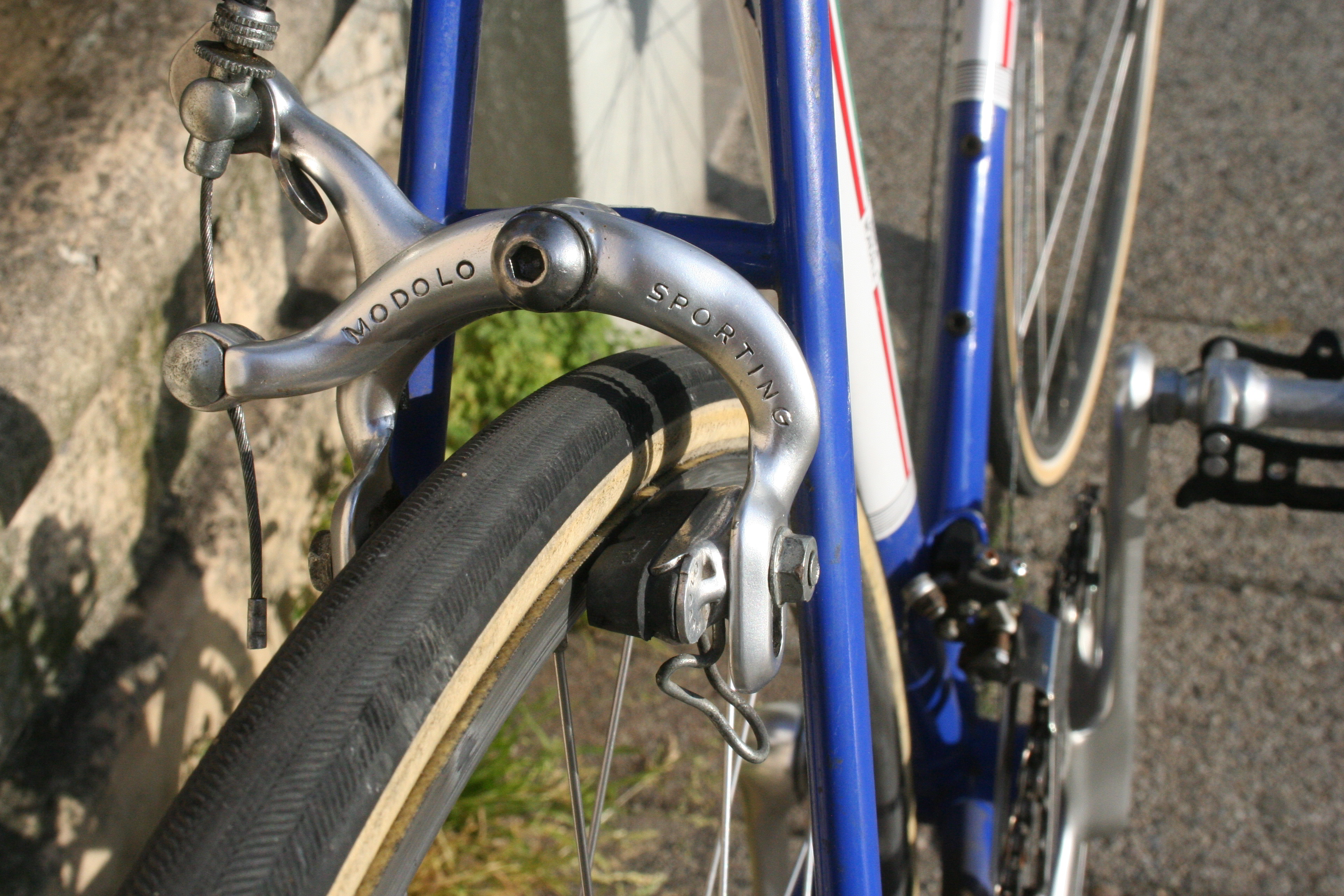
Modolo "Sporting" Bremse aus den späten 1980ern

Modolo ist ein Hersteller von Fahrradkomponenten aus Conegliano (Provinz Treviso, Italien) und wurde vor allem durch seine Fahrrad-Bremsen bekannt.
1952 gründete Adamo Modolo die erste italienische Firma, die Fahrradbremsen herstellte. Bis 1975 hatte die Firma bereits 1 Million Räder mit Komponenten ausgestattet. 1976 übernahm Domenico Modolo, der Sohn des Gründers die Firma. Bernard Hinault gewann die Vuelta de España, Laurent Fignon die Tour de France und Greg LeMond die Worldchampionships mit der Bremsen-ausstattung von Modolo. Die Profis Giovanni Battaglin, Francesco Moser, Sean Kelly, Eric Le Blanc, Moreno Trabucchi, Elena Giacomuzzi,  Annabella Stropparo und weitere fuhren Modolo-Bremsen. 

## Produkte
Die Firma produzierte bis in die späten 1980er vor allem Bremsen für Rennräder. Das Modell "Mach 1" wurde in vielen Varianten auch als Lizenzbauten für z. B. Mavic produziert. Eine konstruktive Besonderheit bei Modolo Bremsen sind die Knebelschrauben zur Feineinstellung der Zugspannung sowie zum schnellen Öffnen der Bremsen. Neben Bremsen stellte die Firma auch Vorbauten her. Heute stellt die Firma auch Laufräder her.
1980 produzierte Modolo die erste Aero KRONOS Bremsen aus Karbon. 1983 brachte die Firma die ersten hydraulischen Bremsen für Rennräder für Colnago als Prototyp heraus. 1998 wurden die ersten Integrated Handlevers & shifting levers (Bremsschalt-Kombi) MORPHOS für Shimano, Campagnolo, Index (SRAM) auf den Markt gebracht.